# Ruiz Cortines Revolución
Ruiz Cortines Revolución är en ort i Mexiko.   Den ligger i kommunen Playa Vicente och delstaten Veracruz, i den sydöstra delen av landet, 400 km öster om huvudstaden Mexico City. Ruiz Cortines Revolución ligger 135 meter över havet och antalet invånare är 104.
Terrängen runt Ruiz Cortines Revolución är platt. Runt Ruiz Cortines Revolución är det ganska glesbefolkat, med 24 invånare per kvadratkilometer. Närmaste större samhälle är Abasolo del Valle, 13,0 km sydost om Ruiz Cortines Revolución. Omgivningarna runt Ruiz Cortines Revolución är en mosaik av jordbruksmark och naturlig växtlighet.